# Фобос (програма)
«Фобос» — серія радянських автоматичних міжпланетних станцій, призначених для дослідження Марса і його супутника Фобоса.
Проєкт під керівництвом академіка Сагдєєва був початий на хвилі успішного співробітництва із західними науковими організаціями в рамках проєкту АМС «Вега».

## Хронологія
- Липень 1988

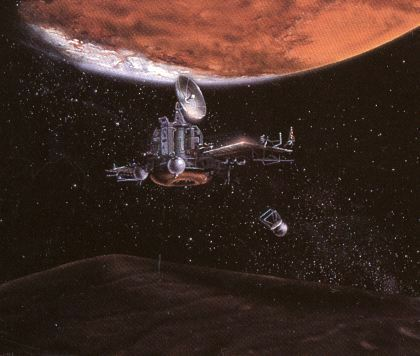
АМС «Фобос»

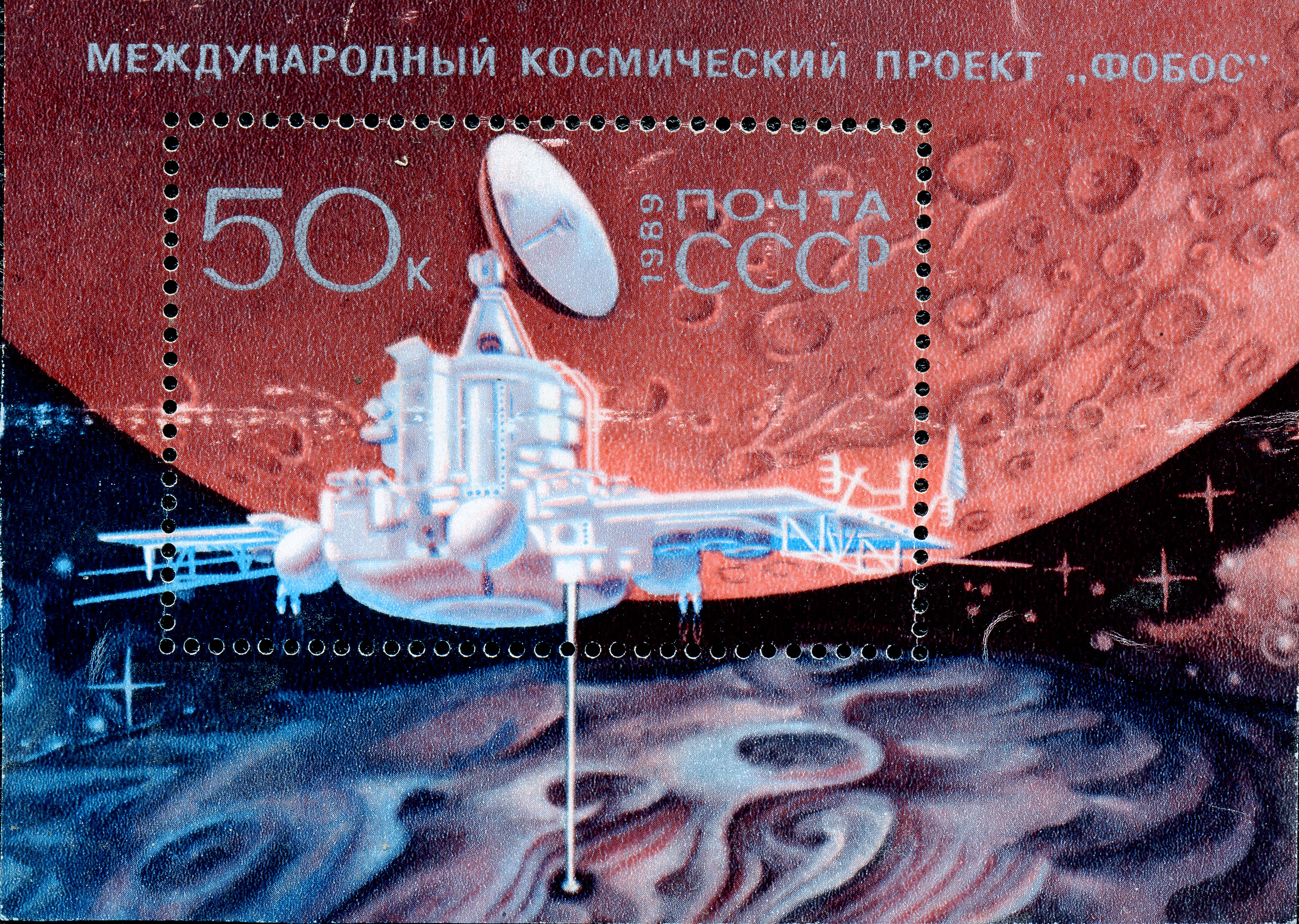
Поштовий блок СРСР. Міжнародний космічний проєкт «Фобос», 1989 (ЦФА (ІТЦ «Марка») # 6066)}

Запущені два апарати-близнюки вагою по 6180 кілограмів на старті.
- 2 вересня 1988

На трасі Земля-Марс через помилкову команду, передану із Землі (унаслідок якої була відключена система орієнтації), втрачений зв'язок з «Фобосом-1».
- 29 січня 1989

Апарат «Фобос-2» вийшов на еліптичну орбіту навколо Марса. Після декількох корекцій його орбіта стала круговою, близькою до орбіти супутника Фобоса. Після серії корекцій орбіти КА (для забезпечення фазування орбіт і зближення з Фобосом) передбачався скидання двох посадкових апаратів на поверхню Фобоса для подальших «контактних» досліджень цього космічного тіла.
- 27 березня 1989

Втрачено зв'язок зі станцією за кілька днів до скидання посадкових апаратів на поверхню Фобоса. Причину втрати зв'язку достовірно визначити не вдалося, передбачається, що мала місце відмова бортового комп'ютера (який і раніше неодноразово давав збої). Експедиція закінчилася, не виконавши основного завдання — доставки на поверхню Фобоса спускних апаратів (Проп-Ф і ДАС) та вивчення Фобоса in situ.

## Результати
Незважаючи на втрату зв'язку з обома космічними апаратами, дослідження Марса, Фобоса і навколомарсіанську простору, виконані впродовж 57 днів на етапі орбітального руху навколо Марса, дозволили отримати унікальні наукові результати про теплові характеристики Фобоса, плазмове оточення Марса, взаємодію його із сонячним вітром. Наприклад, за величиною потоку іонів кисню, що залишають атмосферу Марса, виявлених за допомогою спектрометра іонів, встановленого на КА Фобос-2, вдалося оцінити швидкість ерозії атмосфери Марса, викликаною взаємодією з сонячним вітром.
На цьому радянська програма вивчення Марса завершилася. Запуск наступного, вже російського, апарата для дослідження Марса — станції «Марс-96» в 1996 — закінчився невдачею.
Наступний російський апарат для дослідження Марса та його супутників в 2011 році — «Фобос-Ґрунт», також зазнав невдачі.